# لويد كيلي
لويد كيلي (بالإنجليزية: Lloyd Kelly)‏ هو لاعب كرة قدم بريطاني، ولد في 6 أكتوبر 1998 في برستل في المملكة المتحدة. شارك مع منتخب إنجلترا تحت 21 سنة لكرة القدم. أما مع النوادي، فقد لعب مع نادي بريستول سيتي.

## وصلات خارجية
- لويد كيلي على موقع الاتحاد الأوربي (الإنجليزية)
- لويد كيلي على موقع قاعدة بيانات كرة القدم.إي يو (الإنجليزية)
- لويد كيلي على موقع Soccerbase.com (لاعب) (الإنجليزية)
- لويد كيلي على موقع Soccerway.com (الإنجليزية)
- لويد كيلي على موقع عالم كرة القدم.نت (الإنجليزية)